# Nocé
Nocé ist eine Commune déléguée in der französischen Gemeinde Perche en Nocé mit 691 Einwohnern (Stand: 1. Januar 2022) im Département Orne in der Region Normandie. Die Bewohner werden Nocéens genannt.
Die Gemeinde Nocé wurde am 1. Januar 2016 mit Saint-Aubin-des-Grois, Colonard-Corubert, Dancé, Préaux-du-Perche, Saint-Jean-de-la-Forêt und Colonard-Corubert zur Commune nouvelle Perche en Nocé zusammengeschlossen. Sie hat seither den Status einer Commune déléguée.

## Geographie
Nocé liegt etwa 44 Kilometer ostsüdöstlich von Alençon und etwa 18 Kilometer südsüdöstlich von Mortagne-au-Perche am Flüsschen Erre.

## Bevölkerungsentwicklung
| Jahr                       | 1962 | 1968 | 1975 | 1982 | 1990 | 1999 | 2006 | 2013 | 2020 |
| Einwohner                  | 782  | 705  | 633  | 588  | 735  | 760  | 778  | 750  | 726  |
| Quellen: Cassini und INSEE |      |      |      |      |      |      |      |      |      |

## Sehenswürdigkeiten
- Kirche Saint-Martin aus dem 12./13. Jahrhundert mit Umbauten aus dem 16. und 18. Jahrhundert, Monument historique
- Pfarrhaus aus dem 16. Jahrhundert
- Herrenhaus Courboyer aus dem 15./16. Jahrhundert, Monument historique
- Herrenhaus Lormarin aus dem 15./16. Jahrhundert, Monument historique
- Herrenhaus Barville aus dem 16./17. Jahrhundert mit Umbauten aus dem 18. Jahrhundert, Monument historique
- Herrenhaus Beaulieu aus 16. Jahrhundert

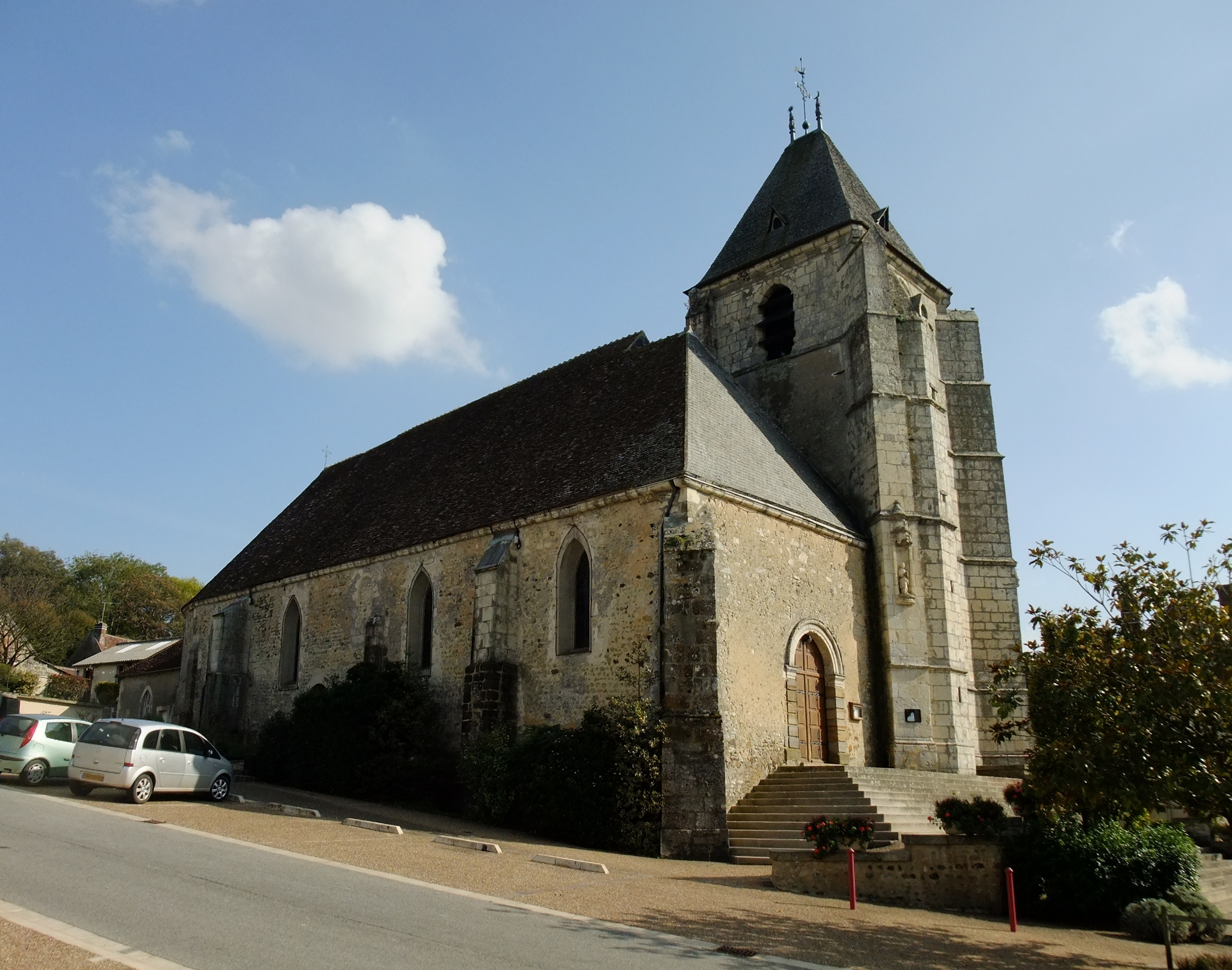
Kirche Saint-Martin
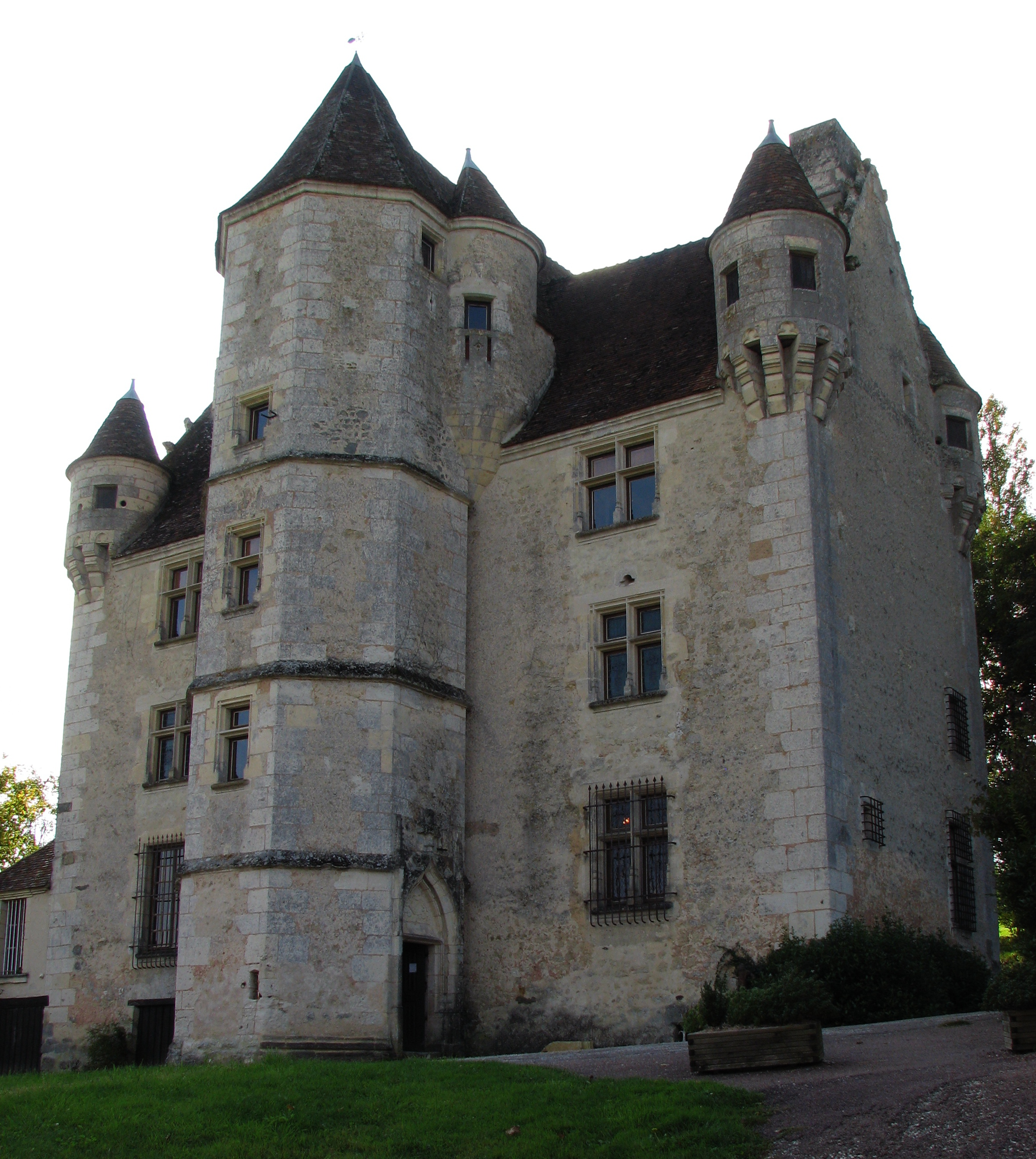
Herrenhaus Courboyer
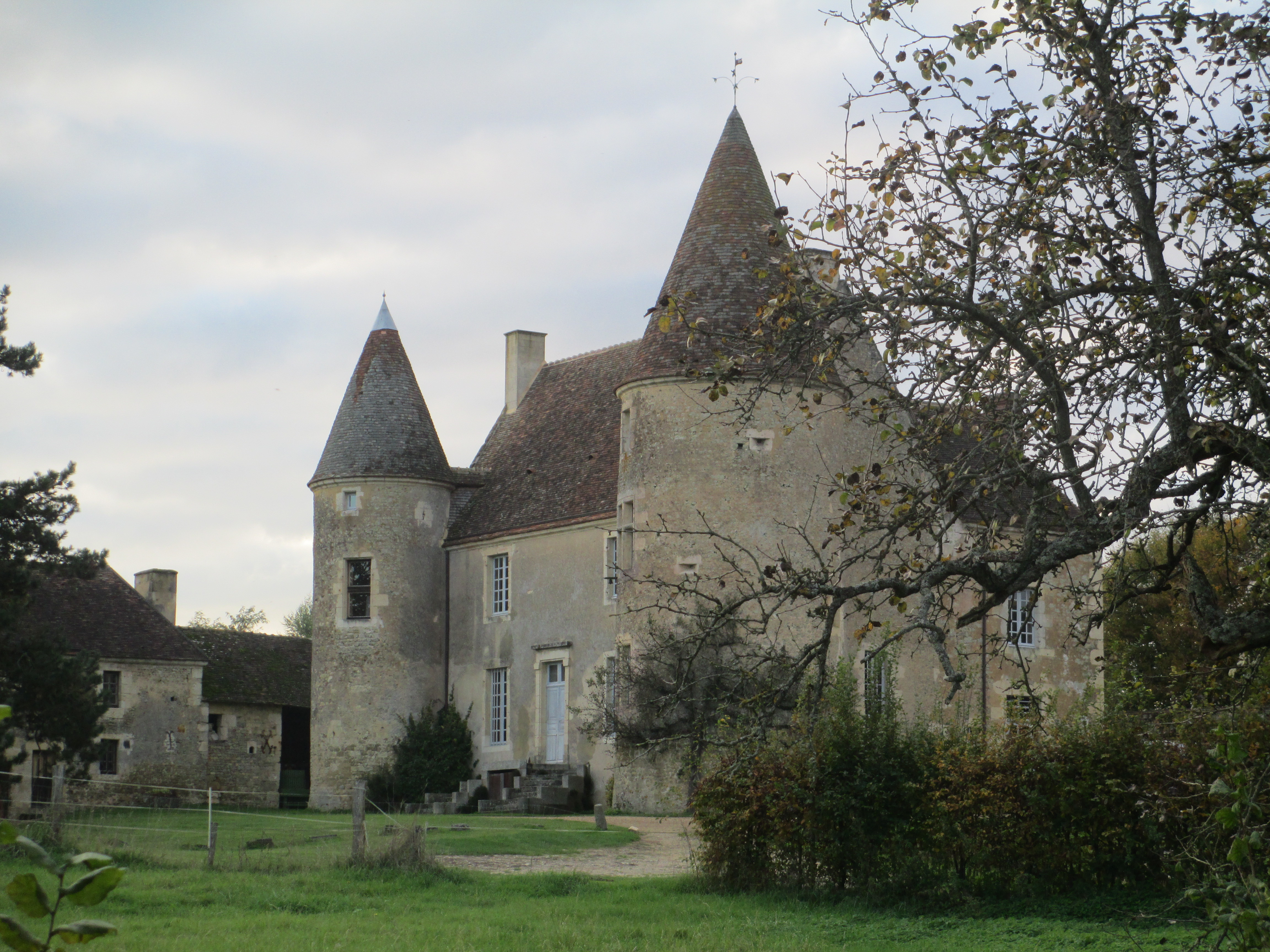
Herrenhaus Lormarin
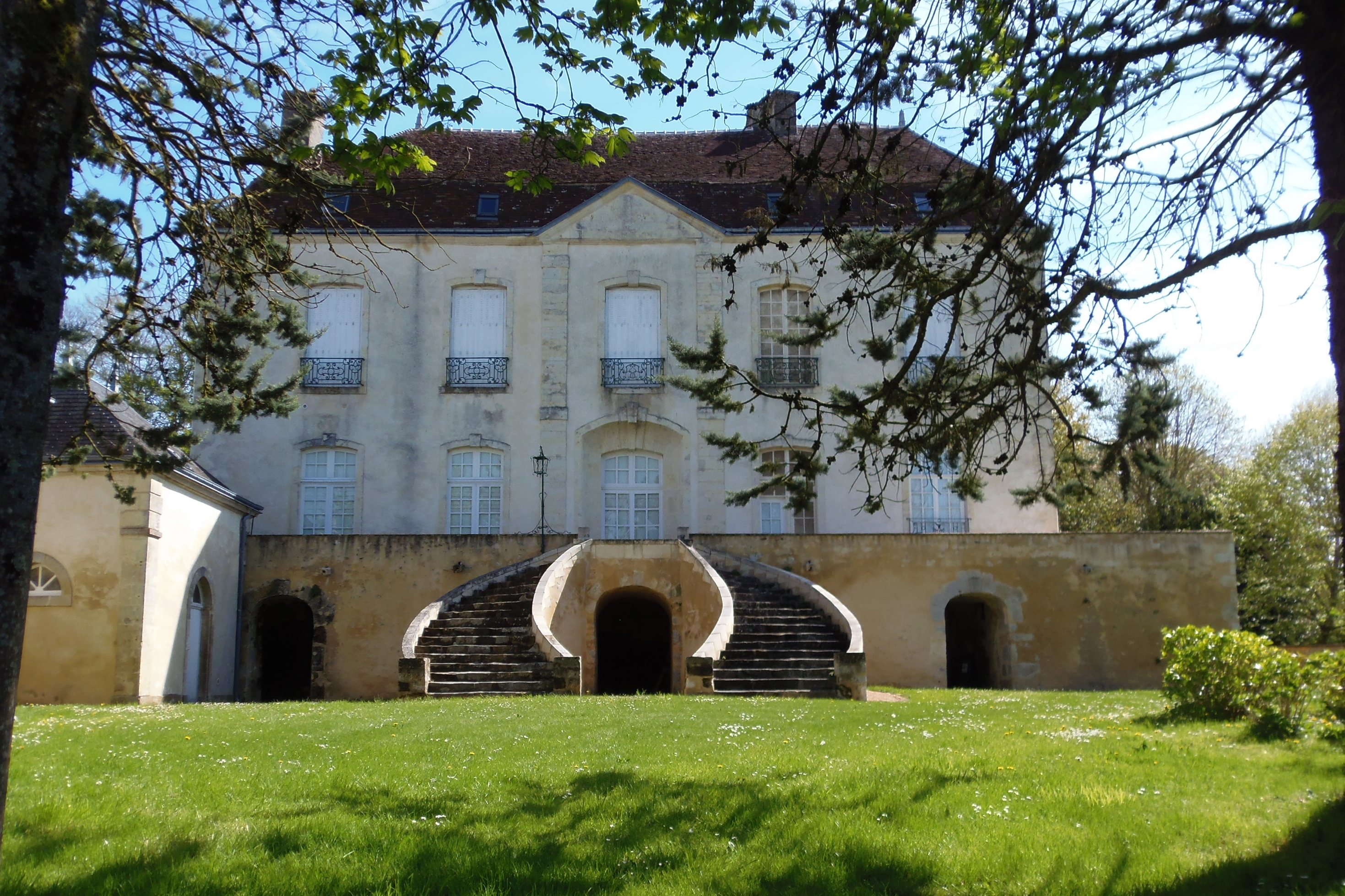
Herrenhaus Barville